# Theodore Hook
Theodore Edward Hook, né le 5 janvier 1788 à Londres et mort le 24 août 1841, est un écrivain anglais. Il a étudié à Harrow puis à Oxford. Son père est James Hook. Theodore Hook était un fameux farceur, étant surtout connu pour le canular de Berners Street en 1809. Il a reçu la première carte postale connue au monde en 1840, l'ayant probablement envoyée à lui-même. Il a été l'éditeur du journal John Bull magazine (en).